# Boson esclave
Un boson esclave est, en physique quantique,  un boson fictif qui a été introduit dans le contexte de la théorie des fermions fortement corrélés, pour prendre en compte les contraintes de non-double occupation.

## Formalisation
Si on considère un modèle (par exemple le modèle t-J) dans lequel il existe une contrainte :
{\displaystyle \sum _{\sigma }n_{i,\sigma }\leq 1},
où ni, σ = 0,1 est un nombre d'occupation fermionique, σ = {\displaystyle \uparrow ,\downarrow }, la contrainte interdit d'avoir dans l'état i un fermion de spin {\displaystyle \uparrow } et un fermion de spin {\displaystyle \downarrow } simultanément, d'où son nom de contrainte de non-double occupation. Pour prendre en compte cette contrainte de façon approchée dans le formalisme de seconde quantification, il est commode d'élargir l'espace de Hilbert en introduisant des opérateurs de création et d'annihilation pour des bosons et fermions fictifs.
Si les opérateurs de création des fermions initiaux sont c †i, σ, on introduit les opérateurs de création des bosons et des fermions fictifs par :
{\displaystyle c_{i,\sigma }^{\dagger }=b_{i}f_{i,\sigma }^{\dagger }}
et :
{\displaystyle c_{i,\sigma }=b_{i}^{\dagger }f_{i,\sigma }}
où {\displaystyle b_{i}}annihile un boson sur le site {\displaystyle i} et {\displaystyle f_{i,\sigma }}annihile un fermion de spin {\displaystyle \sigma } sur le site {\displaystyle i}. 
L'espace des états physiques est défini par la nouvelle contrainte :
{\displaystyle b_{i}^{\dagger }b_{i}+\sum _{\sigma }f_{i,\sigma }^{\dagger }f_{i,\sigma }=1}
Les opérateurs de bosons {\displaystyle b_{i}}sont invariants par rotation de spin {\displaystyle SU(2)} tandis que les fermions {\displaystyle f_{i\sigma }}portent le spin-1/2. Il est possible d'associer entièrement la charge aux bosons qui représentent alors des holons tandis que les fermions représentent des spinons. 
Le hamiltonien exprimé en fonction des nouveaux opérateurs est traité par une approximation du champ moyen, en remplaçant {\displaystyle b_{i}\to \langle b\rangle }, et {\displaystyle b_{i}^{\dagger }\to \langle b\rangle ^{*}}. La contrainte permet de fixer {\displaystyle |\langle b\rangle |^{2}} en fonction de la densité moyenne des fermions.

## Critique et généralisation
Cette approximation de champ moyen est critiquable dans la mesure où elle brise une symétrie de jauge continue, en contradiction avec le théorème d'Elitzur. Cependant, appliquée à la transition métal-isolant, elle donne le même résultat que l'approximation de Gutzwiller.
Cette méthode a été généralisée au modèle de Hubbard en introduisant quatre types différents de bosons esclaves par Kotliar et Ruckenstein. D'autre part, il existe aussi une méthode de fermions esclaves.